# 尤庫塔 (密西西比州)
尤庫塔（英語：Eucutta）是位於美國密西西比州韋恩縣的非建制地區。

## 歷史
尤庫塔的郵局於1835年設立，其後於1911年停運。

## 地理
尤庫塔所處的海拔為高於海平面88米（即289英呎），而該地所採用的時區為UTC-6，即北美中部時區（CST）。同時該地設有夏令時間，為UTC-6調快一小時，即UTC-5（CDT）。